# Primera División de Venezuela 2013-14
La temporada 2013-14 de la Primera División de Venezuela (conocida por motivos de patrocinio como Liga Movistar) fue la 58.ª edición de la Primera División de Venezuela desde su creación en 1957. El torneo fue organizado por la Federación Venezolana de Fútbol (FVF). El Zamora Fútbol Club es el campeón defensor, después de haber ganado su primer título en la temporada anterior tras ganar la Ronda Final del torneo contra el Deportivo Anzoátegui Sport Club con un marcador global de 3-2, luego de un empate a 1 en el Estadio Olímpico Agustín Tovar "La Carolina" y una victoria de 1 a 2 en el Estadio Olímpico General José Antonio Anzoátegui
Un total de 18 equipos participaron en la competición, incluyendo 16 equipos de la temporada anterior y 2 que ascendieron de la Segunda División Venezolana 2012/13. Los dos últimos equipos posicionados en la tabla acumulada descendieronn a la Segunda División de Venezuela.
Para esta temporada el Real Esppor Club cambia su denominación a Deportivo La Guaira. Jugó en el estadio Brígido Iriarte mientras se concretaba su mudanza al estado Vargas
La ronda de Campeones, como se conoce a la "Gran Final" se disputó entre CD Mineros de Guayana y Zamora FC, franquicias oriundas de Ciudad Guayana y Barinas respectivamente, quienes en ese mismo orden alcanzaron el primer lugar en los torneos Apertura 2013 y Clausura 2014, con resultados de (4 - 1) el día 18 de mayo del 2014 en el Estadio Agustín Tovar de la ciudad de Barinas y de (2 - 0) el día 25 de mayo del 2014 en el CTE Cachamay de Ciudad Guayana, dejando un global de 4 goles a favor del Zamora FC y 3 goles a favor del CD Mineros de Guayana, lo que le ameritó el segundo título al conjunto llanero.

## Aspectos generales

### Modalidad
El campeonato de Primera División constará de dos Torneos: Apertura y Clausura y una Fase Final. Los Torneos de Apertura 2013 y Clausura 2014 de Primera División se jugarán en un solo grupo de 18 equipos, todos contra todos a una vuelta cada uno, con tabla de clasificación independiente.
En el Apertura 2013 se disputarán 17 jornadas en partidos considerados de ida. En el Clausura 2014 se disputarán 17 jornadas en partidos considerados de vuelta. Si en el Apertura 2013 y Clausura 2014 existe el mismo ganador, se le declarará automáticamente campeón de la Primera División de Venezuela y el subcampeón sería quien consiga la segunda posición de una Tabla Acumulada elaborada con la suma de los puntos obtenidos en ambos torneos.
La Serie de Campeones, es disputada por el campeón de los torneos Apertura y Clausura en juegos de ida y vuelta, que determinará el campeón de la Primera División.
En la Serie Pre-Sudamericana se disputarán el tercer y cuarto cupo de la Copa Sudamericana. Dicha serie estará integrada por los ocho equipos mejor clasificados en la Tabla Acumulada que no opten a jugar la Copa Libertadores o hayan obtenido el primer y segundo cupo de la Copa Sudamericana.

### Clasificación a torneos continentales
La clasificación a las distintas Copas Internacionales será de la siguiente manera:
| CD Mineros de Guayana | Campeón Torneo Apertura      |
| Zamora FC             | Campeón Torneo Clausura      |
| Deportivo Táchira     | Mejor puesto Tabla Acumulada |

| Caracas FC              | Campeón Copa Venezuela 2013                              |
| Deportivo Anzoátegui SC | Mejor puesto Tabla Acumulada                             |
| Trujillanos FC          | Finalista de la Serie Pre-Sudamericana con mejor puntaje |
| Deportivo La Guaira     | Finalista de la Serie Pre-Sudamericana                   |

## Equipos participantes

### Equipos porregión
| Región                   | N.º | Equipos                                                                                |
| ------------------------ | --- | -------------------------------------------------------------------------------------- |
| Región Capital           | 4   | Atlético Venezuela, Caracas FC, Deportivo Petare, Deportivo La Guaira                  |
| Región Central           | 2   | Aragua, Carabobo FC                                                                    |
| Región Guayana           | 2   | CD Mineros de Guayana, Tucanes FC                                                      |
| Región de los Andes      | 5   | Atlético El Vigía, Deportivo Táchira, Estudiantes de Mérida, Trujillanos FC, Zamora FC |
| Región Centro Occidental | 3   | Deportivo Lara, Yaracuyanos FC, Llaneros FC                                            |
| Región Nor-Oriental      | 1   | Deportivo Anzoátegui SC                                                                |
| Región Zuliana           | 1   | Zulia FC                                                                               |

### Relevos temporada anterior
| Club        | Ascendido como                      |
| ----------- | ----------------------------------- |
| Tucanes FC  | Campeón Segunda División 2012-13    |
| Carabobo FC | Subcampeón Segunda División 2012-13 |

| Club          | Descendido como              |
| ------------- | ---------------------------- |
| Portuguesa FC | 17° Primera División 2012-13 |
| Monagas SC    | 18° Primera División 2012-13 |

### Información de los equipos
| Club                                       | Ciudad          | Entrenador          | Estadio                      | Temp. | Campeón  |
| ------------------------------------------ | --------------- | ------------------- | ---------------------------- | ----- | -------- |
| Deportivo Lara                             | Cabudare        | Rafael Dudamel      | Metropolitano de Cabudare    | 4     | 1 vez    |
| Aragua Fútbol Club                         | Maracay         | Modesto González    | Hermanos Ghersi              | 9     | —        |
| Atlético Venezuela Club de Fútbol          | Caracas         | José Hernández      | Brígido Iriarte              | 3     | —        |
| Carabobo Fútbol Club                       | Valencia        | Johnny Ferreira     | Polideportivo Misael Delgado | 15    | -        |
| Caracas Fútbol Club                        | Caracas         | Eduardo Saragó      | Olímpico de la UCV           | 30    | 11 veces |
| Club Deportivo Mineros de Guayana          | Ciudad Guayana  | Richard Páez        | CTE Cachamay                 | 32    | 1 vez    |
| Deportivo Anzoátegui Sport Club            | Puerto La Cruz  | Juvencio Betancourt | José Antonio Anzoátegui      | 7     | —        |
| Deportivo La Guaira                        | Caracas         | Lenín Bastidas      | Brígido Iriarte              | 5     | —        |
| Deportivo Petare Fútbol Club               | Caracas         | Saúl Maldonado      | Olímpico de la UCV           | 51    | 5 veces  |
| Deportivo Táchira Fútbol Club              | San Cristóbal   | Daniel Farías       | Pueblo Nuevo                 | 41    | 7 veces  |
| Estudiantes de Mérida Fútbol Club          | Mérida          | Francisco Moreno    | Metropolitano de Mérida      | 42    | 2 veces  |
| Llaneros de Guanare Fútbol Club            | Guanare         | Miguel Acosta       | Rafael Calles Pinto          | 15    | —        |
| Trujillanos Fútbol Club                    | Valera          | Pedro Vera          | José Alberto Pérez           | 23    | —        |
| Tucanes de Amazonas Fútbol Club            | Puerto Ayacucho | Horacio Matuszyczk  | Antonio José de Sucre        | 2     | —        |
| Fundación Atlético El Vigía Fútbol Club    | El Vigía        | Rodín Duque         | Ramón Hernández              | 15    | —        |
| Yaracuyanos Fútbol Club                    | San Felipe      | Manuel Contreras    | Florentino Oropeza           | 5     | —        |
| Zamora Fútbol Club                         | Barinas         | Noel Sanvicente     | Agustín Tovar                | 29    | 2 veces  |
| Zulia Fútbol Club                          | Maracaibo       | Alberto Valencia    | José Encarnación Romero      | 6     | --       |
| Datos actualizados el 19 de junio de 2013. |                 |                     |                              |       |          |

### Cambio de entrenadores

#### Pretemporada
| Equipo      | Entrenador saliente | Forma de salida | Fecha de salida | Reemplazado por |
| ----------- | ------------------- | --------------- | --------------- | --------------- |
| Carabobo FC | Alberto Valencia    | Fin de contrato | 7 de junio      | Jhonny Ferreira |

#### Apertura 2013
| Equipo              | Entrenador saliente | Forma de salida                                                                                                 | Fecha de salida  | Reemplazado por       |
| ------------------- | ------------------- | --- | ---------------- | --------------------- |
| Aragua FC           | Carlos Maldonado    | Mutuo acuerdo                                                                                                   | 29 de septiembre | Raúl Cavalleri        |
| Llaneros de Guanare | Rodrigo Piñón       | Mutuo acuerdo                                                                                                   | 6 de octubre     | Miguel Acosta         |
| Deportivo Lara      | Lenin Bastidas      | Renuncia | 7 de octubre     | José de Jesús Vera    |
| Deportivo Petare    | Edson Rodríguez     | Mutuo acuerdo                                                                                                   | 29 de octubre    | Saúl Maldonado        |
| Deportivo La Guaira | Franceso Stifano    | Despido | 31 de octubre    | Carlos María Ravel(i) |
| Yaracuyanos FC      | Ali Cañas           | Despido (enlace roto disponible en Internet Archive; véase el historial, la primera versión y la última).       | 5 de noviembre   | Gustavo Romanello     |
| Deportivo La Guaira | Carlos María Ravel  | Fin de contrato                                                                                                 | 31 de octubre    | Lenin Bastidas        |
| Deportivo Lara      | José de Jesús Vera  | Mutuo acuerdo (enlace roto disponible en Internet Archive; véase el historial, la primera versión y la última). | 17 de diviembre  | Rafael Dudamel        |

#### Clausura 2014
| Equipo                | Entrenador saliente | Forma de salida                                                                                            | Fecha de salida | Reemplazado por  |
| --------------------- | ------------------- | --- | --------------- | ---------------- |
| Estudiantes de Mérida | Manuel Plasencia    | Despido | 27 de enero     | Francisco Moreno |
| El Vigía FC           | Ramón Hernández     | Renuncia                                                                                                   | 12 de febrero   | Rodín Duque /    |
| Aragua FC             | Raúl Cavalleri      | Renuncia (enlace roto disponible en Internet Archive; véase el historial, la primera versión y la última). | 24 de febrero   | Modesto González |
| Yaracuyanos FC        | Gustavo Romanello   | Despido | 25 de febrero   | Manuel Contreras |

## Clasificación de equipos
|                                            |     | Equipos de fútbol     |  | PJ | G  | E  | P  | GF | GC | Dif | Pts |
| ------------------------------------------ | --- | --------------------- |  | -- | -- | -- | -- | -- | -- | --- | --- |
|                                            | 1.  | Mineros de Guayana    |  | 34 | 22 | 9  | 3  | 56 | 27 | 29  | 75  |
|                                            | 2.  | Zamora F. C. (C)      |  | 34 | 21 | 9  | 4  | 67 | 31 | 36  | 72  |
|                                            | 3.  | Deportivo Táchira     |  | 34 | 19 | 9  | 6  | 63 | 38 | 25  | 66  |
|                                            | 4.  | Caracas F. C          |  | 34 | 16 | 14 | 4  | 55 | 33 | 22  | 62  |
|                                            | 5.  | Deportivo Anzoátegui  |  | 34 | 17 | 9  | 8  | 52 | 38 | 14  | 56  |
|                                            | 6.  | Trujillanos F. C      |  | 34 | 13 | 15 | 6  | 53 | 34 | 19  | 54  |
|                                            | 7.  | Tucanes de Amazonas   |  | 34 | 13 | 11 | 10 | 44 | 37 | 7   | 50  |
|                                            | 8.  | Carabobo Fútbol Club  |  | 34 | 14 | 7  | 13 | 47 | 42 | 5   | 49  |
|                                            | 9.  | Atlético Venezuela    |  | 34 | 11 | 14 | 9  | 32 | 39 | -7  | 47  |
|                                            | 10. | Aragua F. C.          |  | 34 | 11 | 10 | 13 | 39 | 39 | 0   | 43  |
|                                            | 11. | Deportivo Lara        |  | 34 | 9  | 12 | 13 | 38 | 40 | -2  | 39  |
|                                            | 12. | Deportivo La Guaira   |  | 34 | 8  | 13 | 13 | 27 | 38 | -11 | 37  |
|                                            | 13. | Deportivo Petare      |  | 34 | 7  | 14 | 13 | 28 | 39 | -11 | 35  |
|                                            | 14. | Zulia F. C.           |  | 34 | 8  | 10 | 16 | 34 | 52 | -18 | 34  |
|                                            | 15. | Llaneros de Guanare   |  | 34 | 8  | 7  | 19 | 37 | 56 | -19 | 31  |
|                                            | 16. | Estudiantes de Mérida |  | 34 | 6  | 13 | 15 | 37 | 60 | -23 | 31  |
|                                            | 17. | Atlético El Vigía(D)  |  | 34 | 7  | 3  | 24 | 36 | 71 | -35 | 24  |
|                                            | 18. | Yaracuyanos F. C.(D)  |  | 34 | 3  | 7  | 24 | 29 | 63 | -34 | 16  |
| Datos actualizados al: 11 de mayo de 2014. |     |                       |  |    |    |    |    |    |    |     |     |

Pts = Puntos; PJ = Partidos jugados; G = Partidos ganados; E = Partidos empatados; P = Partidos perdidos; GF = Goles anotados; GC = Goles recibidos; Dif = Diferencia de goles
|  | Clasificado para la fase de grupos de la Copa Libertadores 2015 como Venezuela 1                                                        |
|  | Clasificado para la fase de grupos de la Copa Libertadores 2015 como Venezuela 2                                                        |
|  | Clasificado para primera fase de la Copa Libertadores 2015 como Venezuela 3                                                             |
|  | Clasificado para la primera fase de la Copa Sudamericana 2014 como Venezuela 1                                                          |
|  | Clasificado para la primera fase de la Copa Sudamericana 2014 como Venezuela 2                                                          |
|  | En zona para la Serie Pre-Sudamericana                                                                                                  |
|  | Finalistas de la Serie Pre-Sudamericana y Clasificados para la primera fase de la Copa Sudamericana 2014 como Venezuela 3 y Venezuela 4 |
|  | En zona de descenso a la Segunda División 2014-15.                                                                                      |

| (C) Campeón Absoluto |
| (D) Descendido       |

### Evolución de la clasificación
| Equipo / Jornada      | 1  | 2  | 3  | 4  | 5  | 6  | 7  | 8  | 9  | 10 | 11 | 12 | 13 | 14 | 15 | 16 | 17 |  | 1  | 2  | 3  | 4  | 5  | 6  | 7  | 8  | 9  | 10 | 11 | 12 | 13 | 14 | 15 | 16 | 17 |
| --------------------- | -- | -- | -- | -- | -- | -- | -- | -- | -- | -- | -- | -- | -- | -- | -- | -- | -- |  | -- | -- | -- | -- | -- | -- | -- | -- | -- | -- | -- | -- | -- | -- | -- | -- | -- |
| Mineros de Guayana    | 8  | 5  | 7  | 3  | 2  | 4  | 5  | 6  | 7  | 7  | 6  | 5  | 3  | 2  | 2  | 1  | 1  |  | 1  | 1  | 1  | 1  | 1  | 1  | 2  | 1  | 1  | 1  | 1  | 1  | 1  | 1  | 1  | 1  | 1  |
| Zamora F. C.          | 5  | 3  | 1  | 1  | 4  | 3  | 3  | 4  | 4  | 3  | 5  | 6  | 6  | 4  | 3  | 2  | 3  |  | 4  | 3  | 3  | 2  | 3  | 2  | 3  | 3  | 2  | 2  | 3  | 3  | 2  | 2  | 2  | 2  | 2  |
| Caracas F. C.         | 2  | 1  | 6  | 2  | 1  | 1  | 1  | 1  | 2  | 2  | 2  | 2  | 2  | 1  | 1  | 4  | 2  |  | 2  | 2  | 2  | 3  | 2  | 3  | 1  | 2  | 3  | 3  | 2  | 2  | 3  | 3  | 3  | 3  | 4  |
| Deportivo Táchira     | 4  | 2  | 3  | 6  | 5  | 6  | 6  | 7  | 6  | 4  | 7  | 7  | 7  | 6  | 6  | 5  | 6  |  | 6  | 5  | 4  | 4  | 6  | 5  | 5  | 5  | 5  | 5  | 5  | 6  | 5  | 5  | 4  | 4  | 3  |
| Deportivo Anzoátegui  | 9  | 11 | 8  | 5  | 3  | 2  | 2  | 2  | 1  | 1  | 1  | 1  | 4  | 5  | 4  | 3  | 4  |  | 3  | 4  | 5  | 5  | 4  | 4  | 4  | 4  | 4  | 4  | 4  | 4  | 4  | 4  | 5  | 5  | 5  |
| Trujillanos F. C.     | 17 | 14 | 13 | 14 | 14 | 14 | 15 | 15 | 14 | 11 | 9  | 9  | 9  | 8  | 8  | 9  | 9  |  | 10 | 9  | 8  | 8  | 7  | 7  | 8  | 8  | 7  | 7  | 7  | 5  | 6  | 6  | 6  | 6  | 6  |
| Tucanes de Amazonas   | 12 | 9  | 9  | 11 | 12 | 9  | 9  | 8  | 8  | 9  | 10 | 11 | 8  | 9  | 12 | 13 | 14 |  | 11 | 10 | 10 | 10 | 9  | 9  | 9  | 9  | 9  | 9  | 9  | 9  | 9  | 8  | 7  | 8  | 7  |
| Carabobo FC           | 1  | 7  | 5  | 8  | 7  | 5  | 4  | 3  | 3  | 5  | 3  | 3  | 1  | 3  | 5  | 6  | 5  |  | 5  | 6  | 6  | 6  | 5  | 6  | 6  | 6  | 6  | 6  | 6  | 7  | 7  | 7  | 8  | 7  | 8  |
| Atlético Venezuela    | 7  | 4  | 2  | 4  | 6  | 7  | 7  | 5  | 5  | 6  | 4  | 4  | 5  | 7  | 7  | 7  | 7  |  | 7  | 7  | 7  | 7  | 8  | 8  | 7  | 7  | 8  | 8  | 8  | 8  | 8  | 9  | 9  | 9  | 9  |
| Aragua F. C.          | 13 | 15 | 14 | 12 | 13 | 15 | 11 | 11 | 9  | 8  | 8  | 8  | 11 | 11 | 10 | 10 | 10 |  | 8  | 8  | 9  | 9  | 11 | 10 | 10 | 10 | 11 | 12 | 10 | 10 | 10 | 10 | 10 | 10 | 10 |
| Deportivo Lara        | 16 | 10 | 11 | 9  | 9  | 10 | 8  | 9  | 12 | 10 | 11 | 12 | 14 | 14 | 13 | 16 | 15 |  | 15 | 12 | 12 | 11 | 10 | 11 | 11 | 11 | 10 | 10 | 11 | 11 | 11 | 11 | 11 | 11 | 11 |
| Deportivo La Guaira   | 15 | 13 | 15 | 15 | 10 | 12 | 14 | 14 | 17 | 17 | 17 | 17 | 17 | 17 | 17 | 17 | 17 |  | 17 | 16 | 16 | 15 | 15 | 15 | 16 | 15 | 15 | 16 | 16 | 15 | 16 | 16 | 15 | 13 | 12 |
| Deportivo Petare      | 10 | 16 | 16 | 16 | 17 | 13 | 12 | 12 | 13 | 15 | 12 | 13 | 13 | 13 | 15 | 15 | 13 |  | 14 | 13 | 15 | 14 | 14 | 14 | 15 | 13 | 13 | 15 | 15 | 14 | 14 | 13 | 13 | 14 | 13 |
| Zulia F. C.           | 11 | 12 | 12 | 10 | 11 | 11 | 16 | 16 | 15 | 14 | 16 | 16 | 16 | 15 | 11 | 12 | 12 |  | 13 | 14 | 13 | 12 | 12 | 12 | 12 | 12 | 12 | 11 | 12 | 12 | 12 | 12 | 12 | 12 | 14 |
| Llaneros de Guanare   | 18 | 18 | 17 | 18 | 18 | 16 | 13 | 13 | 11 | 13 | 15 | 14 | 12 | 16 | 16 | 11 | 11 |  | 12 | 15 | 14 | 16 | 13 | 16 | 13 | 14 | 14 | 13 | 13 | 13 | 13 | 14 | 14 | 15 | 15 |
| Estudiantes de Mérida | 6  | 6  | 4  | 7  | 8  | 8  | 10 | 10 | 10 | 12 | 14 | 15 | 16 | 10 | 9  | 8  | 8  |  | 9  | 11 | 11 | 13 | 16 | 13 | 14 | 16 | 16 | 14 | 14 | 16 | 15 | 15 | 16 | 16 | 16 |
| Atlético El Vigía     | 3  | 8  | 10 | 13 | 16 | 18 | 18 | 17 | 16 | 16 | 13 | 10 | 10 | 12 | 14 | 14 | 16 |  | 16 | 17 | 17 | 17 | 17 | 17 | 17 | 17 | 17 | 17 | 17 | 17 | 17 | 17 | 17 | 17 | 17 |
| Yaracuyanos F. C.     | 14 | 17 | 18 | 17 | 15 | 17 | 17 | 18 | 18 | 18 | 18 | 18 | 18 | 18 | 18 | 18 | 18 |  | 18 | 18 | 18 | 18 | 18 | 18 | 18 | 18 | 18 | 18 | 18 | 18 | 18 | 18 | 18 | 18 | 18 |

## Serie Pre-Sudamericana
La Serie Pre-Sudamericana se jugará a mediados de mayo, donde ocho clubes jugarán por dos cupos a la Copa Sudamericana 2014.
|  | Cuartos de final   | Cuartos de final | Cuartos de final |       |               | Semifinales     | Semifinales     | Semifinales     |  |  | Final                                    | Final                                    | Final                                    |
|  | 18 y 21 de mayo    | 18 y 21 de mayo  | 18 y 21 de mayo  |       |               | 25 y 28 de mayo | 25 y 28 de mayo | 25 y 28 de mayo |  |  | Clasificados a la Copa Sudamericana 2014 | Clasificados a la Copa Sudamericana 2014 | Clasificados a la Copa Sudamericana 2014 |
|  |                    |                  |                  |       |               |                 |                 |                 |  |  |                                          |                                          |                                          |
|  | Trujillanos        | 2                | 5                |       |               |                 |                 |                 |  |  |                                          |                                          |                                          |
|  | Petare             | 0                | 0                |       |               |                 |                 |                 |  |  |                                          |                                          |                                          |
|  | Petare             | 0                | 0                |       | Trujillanos   | 0               | 6               |                 |  |  |                                          |                                          |                                          |
|  |                    |                  |                  |       | Trujillanos   | 0               | 6               |                 |  |  |                                          |                                          |                                          |
|  |                    | Aragua           | 0                | 1     |               |                 |                 |                 |  |  |                                          |                                          |                                          |
|  | Atlético Venezuela | Aragua           | 0                | 1     | 0             | 1               |                 |                 |  |  |                                          |                                          |                                          |
|  | Atlético Venezuela |                  |                  |       | 0             | 1               |                 |                 |  |  |                                          |                                          |                                          |
|  | Aragua             | 1                | 1                |       |               |                 |                 |                 |  |  |                                          |                                          |                                          |
|  |                    |                  |                  |       |               |                 |                 |                 |  |  | Trujillanos                              |                                          |                                          |
|  |                    |                  | La Guaira        |       |               |                 |                 |                 |  |  |                                          |                                          |                                          |
|  | Tucanes            | 1                | 1                |       |               |                 |                 |                 |  |  |                                          |                                          |                                          |
|  | La Guaira          | 3                | 0                |       |               |                 |                 |                 |  |  |                                          |                                          |                                          |
|  | La Guaira          | 3                | 0                |       | La Guaira (p) | 0               | 0 (4)           |                 |  |  |                                          |                                          |                                          |
|  |                    |                  |                  |       | La Guaira (p) | 0               | 0 (4)           |                 |  |  |                                          |                                          |                                          |
|  |                    | Carabobo         | 0                | 0 (3) |               |                 |                 |                 |  |  |                                          |                                          |                                          |
|  | Carabobo*          | Carabobo         | 0                | 0 (3) | 0             | 3               |                 |                 |  |  |                                          |                                          |                                          |
|  | Carabobo*          |                  |                  |       | 0             | 3               |                 |                 |  |  |                                          |                                          |                                          |
|  | Deportivo Lara     | 1                | 0                |       |               |                 |                 |                 |  |  |                                          |                                          |                                          |

### Primera fase
| 18 de mayo de 2014, 16:00 | Deportivo Petare | 0:2 (0:0) | Trujillanos                                   | Olímpico de la UCV, Caracas                             |                                                         |
|                           |                  | Reporte   | Freddy Arrieta 47' · Arquímedes Figuera 90+1' | Asistencia: 258 espectadores Árbitro(s): Adrián Cabello | Asistencia: 258 espectadores Árbitro(s): Adrián Cabello |

| 21 de mayo de 2014, 16:00 | Trujillanos                                                                               | 5:0 (4:0) | Deportivo Petare | José Alberto Pérez, Valera                                 |                                                            |
|                           | Óscar González 13' · Sergio Álvarez 31' · James Cabezas 36' · Freddy Arrieta 39' (p), 57' | Reporte   |                  | Asistencia: 355 espectadores Árbitro(s): Gustavo Maldonado | Asistencia: 355 espectadores Árbitro(s): Gustavo Maldonado |

| 18 de mayo de 2014, 16:00 | Deportivo La Guaira                         | 3:1 (1:0) | Tucanes           | Brígido Iriarte, Caracas                                |                                                         |
|                           | Julio Caicedo 2', 76' · Enson Rodríguez 64' | Reporte   | Argenis Gómez 54' | Asistencia: 861 espectadores Árbitro(s): Alexis Herrera | Asistencia: 861 espectadores Árbitro(s): Alexis Herrera |

| 21 de mayo de 2014, 15:30 | Tucanes               | 1:0 (0:0) | Deportivo La Guaira | Antonio José de Sucre, Puerto Ayacucho |                            |
|                           | Argenis Gómez 59' (p) | Reporte   |                     | Árbitro(s): Adrían Cabello             | Árbitro(s): Adrían Cabello |

| 17 de mayo de 2014, 19:00 | Aragua              | 1:0 (1:0) | Atlético Venezuela | Hermanos Ghersi, Maracay                                   |                                                            |
|                           | Alexander Rondón 4' | Reporte   |                    | Asistencia: 1314 espectadores Árbitro(s): Jesús Valenzuela | Asistencia: 1314 espectadores Árbitro(s): Jesús Valenzuela |

| 21 de mayo de 2014, 19:00 | Atlético Venezuela    | 1:1 (0:1) | Aragua             | Brígido Iriarte, Caracas |                          |
|                           | Cristian Cásseres 79' | Reporte   | Marcos Aguirre 35' | Árbitro(s): Edson Suárez | Árbitro(s): Edson Suárez |

| 18 de mayo de 2014, 18:00 | Deportivo Lara  | 1:0 (0:0) | Carabobo | Metropolitano de Cabudare, Cabudare                 |                                                     |
|                           | Heiber Díaz 67' | Reporte   |          | Asistencia: 2825 espectadores Árbitro(s): Juan Soto | Asistencia: 2825 espectadores Árbitro(s): Juan Soto |

| 21 de mayo de 2014, 16:00 | Carabobo              | 3:0*    | Deportivo Lara     | Polideportivo Misael Delgado, Valencia |                              |
| | Juan Colina 36' (a.g) | Reporte | Ángel Urdaneta 51' | Árbitro(s): Jesús Valenzuela           | Árbitro(s): Jesús Valenzuela |
| Deportivo Lara había empatado el juego a uno (gol de Ángel Urdaneta al 51 y autogol de Juan Colina al 36), lo que les daba la clasificación a segunda fase. Carabobo FC apeló el resultado alegando alineación indebida del Deportivo Lara. La FVF admitió el recurso y terminó adjudicándole el partido a Carabobo, quien terminó clasificando a segunda ronda. |                       |         |                    |                                        |                              |

### Segunda fase
| 25 de mayo de 2014, 18:00 | Aragua | 0:0     | Trujillanos | Hermanos Ghersi, Maracay                               |                                                        |
|                           |        | Reporte |             | Asistencia: 1989 espectadores Árbitro(s): Héctor Rojas | Asistencia: 1989 espectadores Árbitro(s): Héctor Rojas |

| 28 de mayo de 2014, 16:00 | Trujillanos                                                                        | 6:1     | Aragua             | José Alberto Pérez, Valera                            |                                                       |
|                           | Carlos Sosa 14' 18' · Fredys Arrieta 39' 82' · Irwin Antón 74' · Edward Bracho 76' | Reporte | Mario Mosquera 30' | Asistencia: 1108 espectadores Árbitro(s): José Argote | Asistencia: 1108 espectadores Árbitro(s): José Argote |

| 25 de mayo de 2014, 16:00 | Deportivo La Guaira | 0:0     | Carabobo FC | Brígido Iriarte, Caracas                               |                                                        |
|                           |                     | Reporte |             | Asistencia: 1029 espectadores Árbitro(s): Rafael López | Asistencia: 1029 espectadores Árbitro(s): Rafael López |

| 28 de mayo de 2014, 15:00 | Carabobo FC                                                                      | 0:0 (3:4 p.)               | Deportivo La Guaira                                                    | Misael Delgado, Valencia                               |                                                        |
|                           |                                                                                  | Reporte                    |                                                                        | Asistencia: 2780 espectadores Árbitro(s): Mayker Gómez | Asistencia: 2780 espectadores Árbitro(s): Mayker Gómez |
|                           |                                                                                  | Tiros desde el punto penal |                                                                        |                                                        |                                                        |
|                           | Leopoldo Jiménez · Christian Novoa · Carlos Suárez · Pablo Olivera · Leo Morales |                            | Franklin Lucena · Diego García · Heatkliff Castillo · Argenis González |                                                        |                                                        |

## Final
La final de la temporada 2013 - 2014 del fútbol nacional se jugará con el formato de ida y vuelta. Ambos partidos tendrán transmisión televisiva de DirecTV Sports y TVES.

### Ida
| 12    | Guardameta     | Alexis Angulo       |       |
| 28    | Defensa        | Edson Mendoza       |       |
| 4     | Defensa        | Carlos Javier López |       |
| 3     | Defensa        | Jonathan España     |       |
| 23    | Defensa        | Laynecker Zafra     |       |
| 8     | Centrocampista | Arlés Flores        |       |
| 17    | Centrocampista | Luis Melo           |       |
| 10    | Centrocampista | Pedro Ramírez       | 85'   |
| 21    | Delantero      | Ricardo Clarke      | 65'   |
| 26    | Centrocampista | Jhon Murillo        |       |
| 11    | Delantero      | Juan Falcón         | 90+1' |
| D. T. | D. T.          | Noel Sanvicente     |       |

| 22    | Guardameta     | Rafael Romo             | 10' |
| 6     | Defensa        | Luis Vallenilla Pacheco |     |
| 2     | Defensa        | Julián Hurtado          |     |
| 21    | Defensa        | Andrés Rouga            |     |
| 13    | Defensa        | Anthony Matos           |     |
| 8     | Centrocampista | Edgar Jiménez           |     |
| 20    | Centrocampista | Rafael Acosta           | 62' |
| 18    | Centrocampista | Alejandro Guerra        |     |
| 10    | Centrocampista | Ricardo David Páez      | 69' |
| 17    | Delantero      | Zamir Valoyes           |     |
| 9     | Delantero      | Richard Blanco          |     |
| D. T. | D. T.          | Richard Páez            |     |

| 20 | Centrocampista | Víctor Pérez    | 65'   |
| 9  | Delantero      | Pierre Pluchino | 85'   |
| 15 | Centrocampista | José Torres     | 90+1' |

| 12 | Guardameta     | Tito Rojas            | 10' |
| 7  | Centrocampista | Ángel Chourio         | 62' |
| 44 | Defensa        | José Manuel Velásquez | 69' |

| 1' · 45+4' · 46' · 84' | Pedro Ramírez Juan Falcón Rafael Acosta (a.g) Jhon Murillo | 1:0 2:0 3:1 4:1 |

| 33' | Julián Hurtado | 2:1 |

| 7' · 45+4' · 46' · 84' | Alexis Angulo Edson Mendoza Ricardo Clarke Víctor Pérez |

| 9' · 37' · 59' · 73' · 75' | Julián Hurtado Andrés Rouga Luis Vallenilla Pacheco Anthony Matos José Manuel Velásquez |

| Principal  | José Argote  |
| Asistentes | Jairo Romero |
|            | Luis Murillo |
| Cuarto     | Ramón Ortega |

| 12    | Guardameta     | Alexis Angulo       |       |
| 28    | Defensa        | Edson Mendoza       |       |
| 4     | Defensa        | Carlos Javier López |       |
| 3     | Defensa        | Jonathan España     |       |
| 23    | Defensa        | Laynecker Zafra     |       |
| 8     | Centrocampista | Arlés Flores        |       |
| 17    | Centrocampista | Luis Melo           |       |
| 10    | Centrocampista | Pedro Ramírez       | 85'   |
| 21    | Delantero      | Ricardo Clarke      | 65'   |
| 26    | Centrocampista | Jhon Murillo        |       |
| 11    | Delantero      | Juan Falcón         | 90+1' |
| D. T. | D. T.          | Noel Sanvicente     |       |

| 22    | Guardameta     | Rafael Romo             | 10' |
| 6     | Defensa        | Luis Vallenilla Pacheco |     |
| 2     | Defensa        | Julián Hurtado          |     |
| 21    | Defensa        | Andrés Rouga            |     |
| 13    | Defensa        | Anthony Matos           |     |
| 8     | Centrocampista | Edgar Jiménez           |     |
| 20    | Centrocampista | Rafael Acosta           | 62' |
| 18    | Centrocampista | Alejandro Guerra        |     |
| 10    | Centrocampista | Ricardo David Páez      | 69' |
| 17    | Delantero      | Zamir Valoyes           |     |
| 9     | Delantero      | Richard Blanco          |     |
| D. T. | D. T.          | Richard Páez            |     |

| 20 | Centrocampista | Víctor Pérez    | 65'   |
| 9  | Delantero      | Pierre Pluchino | 85'   |
| 15 | Centrocampista | José Torres     | 90+1' |

| 12 | Guardameta     | Tito Rojas            | 10' |
| 7  | Centrocampista | Ángel Chourio         | 62' |
| 44 | Defensa        | José Manuel Velásquez | 69' |

| 1' · 45+4' · 46' · 84' | Pedro Ramírez Juan Falcón Rafael Acosta (a.g) Jhon Murillo | 1:0 2:0 3:1 4:1 |

| 33' | Julián Hurtado | 2:1 |

| 7' · 45+4' · 46' · 84' | Alexis Angulo Edson Mendoza Ricardo Clarke Víctor Pérez |

| 9' · 37' · 59' · 73' · 75' | Julián Hurtado Andrés Rouga Luis Vallenilla Pacheco Anthony Matos José Manuel Velásquez |

| Principal  | José Argote  |
| Asistentes | Jairo Romero |
|            | Luis Murillo |
| Cuarto     | Ramón Ortega |

| 12    | Guardameta     | Alexis Angulo       |       |
| 28    | Defensa        | Edson Mendoza       |       |
| 4     | Defensa        | Carlos Javier López |       |
| 3     | Defensa        | Jonathan España     |       |
| 23    | Defensa        | Laynecker Zafra     |       |
| 8     | Centrocampista | Arlés Flores        |       |
| 17    | Centrocampista | Luis Melo           |       |
| 10    | Centrocampista | Pedro Ramírez       | 85'   |
| 21    | Delantero      | Ricardo Clarke      | 65'   |
| 26    | Centrocampista | Jhon Murillo        |       |
| 11    | Delantero      | Juan Falcón         | 90+1' |
| D. T. | D. T.          | Noel Sanvicente     |       |

| 22    | Guardameta     | Rafael Romo             | 10' |
| 6     | Defensa        | Luis Vallenilla Pacheco |     |
| 2     | Defensa        | Julián Hurtado          |     |
| 21    | Defensa        | Andrés Rouga            |     |
| 13    | Defensa        | Anthony Matos           |     |
| 8     | Centrocampista | Edgar Jiménez           |     |
| 20    | Centrocampista | Rafael Acosta           | 62' |
| 18    | Centrocampista | Alejandro Guerra        |     |
| 10    | Centrocampista | Ricardo David Páez      | 69' |
| 17    | Delantero      | Zamir Valoyes           |     |
| 9     | Delantero      | Richard Blanco          |     |
| D. T. | D. T.          | Richard Páez            |     |

| 20 | Centrocampista | Víctor Pérez    | 65'   |
| 9  | Delantero      | Pierre Pluchino | 85'   |
| 15 | Centrocampista | José Torres     | 90+1' |

| 12 | Guardameta     | Tito Rojas            | 10' |
| 7  | Centrocampista | Ángel Chourio         | 62' |
| 44 | Defensa        | José Manuel Velásquez | 69' |

| 1' · 45+4' · 46' · 84' | Pedro Ramírez Juan Falcón Rafael Acosta (a.g) Jhon Murillo | 1:0 2:0 3:1 4:1 |

| 33' | Julián Hurtado | 2:1 |

| 7' · 45+4' · 46' · 84' | Alexis Angulo Edson Mendoza Ricardo Clarke Víctor Pérez |

| 9' · 37' · 59' · 73' · 75' | Julián Hurtado Andrés Rouga Luis Vallenilla Pacheco Anthony Matos José Manuel Velásquez |

| Principal  | José Argote  |
| Asistentes | Jairo Romero |
|            | Luis Murillo |
| Cuarto     | Ramón Ortega |

| 12    | Guardameta     | Alexis Angulo       |       |
| 28    | Defensa        | Edson Mendoza       |       |
| 4     | Defensa        | Carlos Javier López |       |
| 3     | Defensa        | Jonathan España     |       |
| 23    | Defensa        | Laynecker Zafra     |       |
| 8     | Centrocampista | Arlés Flores        |       |
| 17    | Centrocampista | Luis Melo           |       |
| 10    | Centrocampista | Pedro Ramírez       | 85'   |
| 21    | Delantero      | Ricardo Clarke      | 65'   |
| 26    | Centrocampista | Jhon Murillo        |       |
| 11    | Delantero      | Juan Falcón         | 90+1' |
| D. T. | D. T.          | Noel Sanvicente     |       |

| 22    | Guardameta     | Rafael Romo             | 10' |
| 6     | Defensa        | Luis Vallenilla Pacheco |     |
| 2     | Defensa        | Julián Hurtado          |     |
| 21    | Defensa        | Andrés Rouga            |     |
| 13    | Defensa        | Anthony Matos           |     |
| 8     | Centrocampista | Edgar Jiménez           |     |
| 20    | Centrocampista | Rafael Acosta           | 62' |
| 18    | Centrocampista | Alejandro Guerra        |     |
| 10    | Centrocampista | Ricardo David Páez      | 69' |
| 17    | Delantero      | Zamir Valoyes           |     |
| 9     | Delantero      | Richard Blanco          |     |
| D. T. | D. T.          | Richard Páez            |     |

| 20 | Centrocampista | Víctor Pérez    | 65'   |
| 9  | Delantero      | Pierre Pluchino | 85'   |
| 15 | Centrocampista | José Torres     | 90+1' |

| 12 | Guardameta     | Tito Rojas            | 10' |
| 7  | Centrocampista | Ángel Chourio         | 62' |
| 44 | Defensa        | José Manuel Velásquez | 69' |

| 1' · 45+4' · 46' · 84' | Pedro Ramírez Juan Falcón Rafael Acosta (a.g) Jhon Murillo | 1:0 2:0 3:1 4:1 |

| 33' | Julián Hurtado | 2:1 |

| 7' · 45+4' · 46' · 84' | Alexis Angulo Edson Mendoza Ricardo Clarke Víctor Pérez |

| 9' · 37' · 59' · 73' · 75' | Julián Hurtado Andrés Rouga Luis Vallenilla Pacheco Anthony Matos José Manuel Velásquez |

| Principal  | José Argote  |
| Asistentes | Jairo Romero |
|            | Luis Murillo |
| Cuarto     | Ramón Ortega |

### Vuelta
| 12    | Guardameta     | Tito Rojas              |     |
| 6     | Defensa        | Luis Vallenilla Pacheco |     |
| 2     | Defensa        | Julián Hurtado          |     |
| 5     | Defensa        | Julio Machado           | 72' |
| 15    | Defensa        | Andrés Sampedro         |     |
| 8     | Centrocampista | Edgar Jiménez           |     |
| 20    | Centrocampista | Rafael Acosta           |     |
| 18    | Centrocampista | Alejandro Guerra        |     |
| 10    | Centrocampista | Ricardo David Páez      | 66' |
| 17    | Delantero      | Zamir Valoyes           |     |
| 9     | Delantero      | Richard Blanco          | 12' |
| D. T. | D. T.          | Richard Páez            |     |

| 12    | Guardameta     | Alexis Angulo       |        |
| 23    | Defensa        | Layneker Zafra      |        |
| 4     | Defensa        | Carlos Javier López |        |
| 3     | Defensa        | Jonathan España     |        |
| 16    | Defensa        | Luis Ovalle         |        |
| 5     | Centrocampista | Luis Vargas         |        |
| 8     | Centrocampista | Arles Flores        |        |
| 10    | Centrocampista | Pedro Ramírez       | 83'    |
| 21    | Delantero      | Ricardo Clarke      | 16,59' |
| 14    | Delantero      | Jhon Murillo        |        |
| 11    | Delantero      | Juan Falcón         |        |
| D. T. | D. T.          | Noel Sanvicente     |        |

| 11 | Delantero      | Orlando Cordero       | 12' |
| 23 | Centrocampista | Angelo Peña           | 66' |
| 44 | Defensa        | José Manuel Velázquez | 72' |

| 13 | Centrocampista | José Torres     | 16' |
|    | Centrocampista | Luis Melo       | 59' |
| 9  | Delantero      | Pierre Pluchino | 83' |

| 38' · 81' | Alejandro Guerra Zamir Valoyes (p) | 1:0 2:0 |

| 3' · 43' · 71' · 90+4' | Rafael Acosta Julio Machado Andrés Sampedro Luis Vallenilla Pacheco |

| 10' · 18' · 24' · 28' · 65' | Luis Vargas Pedro Ramírez Carlos Javier López Arles Flores Layneker Zafra |

| Principal  | Juan Soto    |
| Asistentes | Jorge Urrego |
|            | Carlos López |
| Cuarto     | José Rondón  |

| 12    | Guardameta     | Tito Rojas              |     |
| 6     | Defensa        | Luis Vallenilla Pacheco |     |
| 2     | Defensa        | Julián Hurtado          |     |
| 5     | Defensa        | Julio Machado           | 72' |
| 15    | Defensa        | Andrés Sampedro         |     |
| 8     | Centrocampista | Edgar Jiménez           |     |
| 20    | Centrocampista | Rafael Acosta           |     |
| 18    | Centrocampista | Alejandro Guerra        |     |
| 10    | Centrocampista | Ricardo David Páez      | 66' |
| 17    | Delantero      | Zamir Valoyes           |     |
| 9     | Delantero      | Richard Blanco          | 12' |
| D. T. | D. T.          | Richard Páez            |     |

| 12    | Guardameta     | Alexis Angulo       |        |
| 23    | Defensa        | Layneker Zafra      |        |
| 4     | Defensa        | Carlos Javier López |        |
| 3     | Defensa        | Jonathan España     |        |
| 16    | Defensa        | Luis Ovalle         |        |
| 5     | Centrocampista | Luis Vargas         |        |
| 8     | Centrocampista | Arles Flores        |        |
| 10    | Centrocampista | Pedro Ramírez       | 83'    |
| 21    | Delantero      | Ricardo Clarke      | 16,59' |
| 14    | Delantero      | Jhon Murillo        |        |
| 11    | Delantero      | Juan Falcón         |        |
| D. T. | D. T.          | Noel Sanvicente     |        |

| 11 | Delantero      | Orlando Cordero       | 12' |
| 23 | Centrocampista | Angelo Peña           | 66' |
| 44 | Defensa        | José Manuel Velázquez | 72' |

| 13 | Centrocampista | José Torres     | 16' |
|    | Centrocampista | Luis Melo       | 59' |
| 9  | Delantero      | Pierre Pluchino | 83' |

| 38' · 81' | Alejandro Guerra Zamir Valoyes (p) | 1:0 2:0 |

| 3' · 43' · 71' · 90+4' | Rafael Acosta Julio Machado Andrés Sampedro Luis Vallenilla Pacheco |

| 10' · 18' · 24' · 28' · 65' | Luis Vargas Pedro Ramírez Carlos Javier López Arles Flores Layneker Zafra |

| Principal  | Juan Soto    |
| Asistentes | Jorge Urrego |
|            | Carlos López |
| Cuarto     | José Rondón  |

| 12    | Guardameta     | Tito Rojas              |     |
| 6     | Defensa        | Luis Vallenilla Pacheco |     |
| 2     | Defensa        | Julián Hurtado          |     |
| 5     | Defensa        | Julio Machado           | 72' |
| 15    | Defensa        | Andrés Sampedro         |     |
| 8     | Centrocampista | Edgar Jiménez           |     |
| 20    | Centrocampista | Rafael Acosta           |     |
| 18    | Centrocampista | Alejandro Guerra        |     |
| 10    | Centrocampista | Ricardo David Páez      | 66' |
| 17    | Delantero      | Zamir Valoyes           |     |
| 9     | Delantero      | Richard Blanco          | 12' |
| D. T. | D. T.          | Richard Páez            |     |

| 12    | Guardameta     | Alexis Angulo       |        |
| 23    | Defensa        | Layneker Zafra      |        |
| 4     | Defensa        | Carlos Javier López |        |
| 3     | Defensa        | Jonathan España     |        |
| 16    | Defensa        | Luis Ovalle         |        |
| 5     | Centrocampista | Luis Vargas         |        |
| 8     | Centrocampista | Arles Flores        |        |
| 10    | Centrocampista | Pedro Ramírez       | 83'    |
| 21    | Delantero      | Ricardo Clarke      | 16,59' |
| 14    | Delantero      | Jhon Murillo        |        |
| 11    | Delantero      | Juan Falcón         |        |
| D. T. | D. T.          | Noel Sanvicente     |        |

| 11 | Delantero      | Orlando Cordero       | 12' |
| 23 | Centrocampista | Angelo Peña           | 66' |
| 44 | Defensa        | José Manuel Velázquez | 72' |

| 13 | Centrocampista | José Torres     | 16' |
|    | Centrocampista | Luis Melo       | 59' |
| 9  | Delantero      | Pierre Pluchino | 83' |

| 38' · 81' | Alejandro Guerra Zamir Valoyes (p) | 1:0 2:0 |

| 3' · 43' · 71' · 90+4' | Rafael Acosta Julio Machado Andrés Sampedro Luis Vallenilla Pacheco |

| 10' · 18' · 24' · 28' · 65' | Luis Vargas Pedro Ramírez Carlos Javier López Arles Flores Layneker Zafra |

| Principal  | Juan Soto    |
| Asistentes | Jorge Urrego |
|            | Carlos López |
| Cuarto     | José Rondón  |

| 12    | Guardameta     | Tito Rojas              |     |
| 6     | Defensa        | Luis Vallenilla Pacheco |     |
| 2     | Defensa        | Julián Hurtado          |     |
| 5     | Defensa        | Julio Machado           | 72' |
| 15    | Defensa        | Andrés Sampedro         |     |
| 8     | Centrocampista | Edgar Jiménez           |     |
| 20    | Centrocampista | Rafael Acosta           |     |
| 18    | Centrocampista | Alejandro Guerra        |     |
| 10    | Centrocampista | Ricardo David Páez      | 66' |
| 17    | Delantero      | Zamir Valoyes           |     |
| 9     | Delantero      | Richard Blanco          | 12' |
| D. T. | D. T.          | Richard Páez            |     |

| 12    | Guardameta     | Alexis Angulo       |        |
| 23    | Defensa        | Layneker Zafra      |        |
| 4     | Defensa        | Carlos Javier López |        |
| 3     | Defensa        | Jonathan España     |        |
| 16    | Defensa        | Luis Ovalle         |        |
| 5     | Centrocampista | Luis Vargas         |        |
| 8     | Centrocampista | Arles Flores        |        |
| 10    | Centrocampista | Pedro Ramírez       | 83'    |
| 21    | Delantero      | Ricardo Clarke      | 16,59' |
| 14    | Delantero      | Jhon Murillo        |        |
| 11    | Delantero      | Juan Falcón         |        |
| D. T. | D. T.          | Noel Sanvicente     |        |

| 11 | Delantero      | Orlando Cordero       | 12' |
| 23 | Centrocampista | Angelo Peña           | 66' |
| 44 | Defensa        | José Manuel Velázquez | 72' |

| 13 | Centrocampista | José Torres     | 16' |
|    | Centrocampista | Luis Melo       | 59' |
| 9  | Delantero      | Pierre Pluchino | 83' |

| 38' · 81' | Alejandro Guerra Zamir Valoyes (p) | 1:0 2:0 |

| 3' · 43' · 71' · 90+4' | Rafael Acosta Julio Machado Andrés Sampedro Luis Vallenilla Pacheco |

| 10' · 18' · 24' · 28' · 65' | Luis Vargas Pedro Ramírez Carlos Javier López Arles Flores Layneker Zafra |

| Principal  | Juan Soto    |
| Asistentes | Jorge Urrego |
|            | Carlos López |
| Cuarto     | José Rondón  |

| Campeón   |
| Zamora FC |

## Máximos Goleadores
| #   | Jugador         | Equipo                        | Goles |
| --- | --------------- | ----------------------------- | ----- |
| 1.º | Juan Falcón     | Zamora Fútbol Club            | 19    |
| 2.º | Gelmin Rivas    | Deportivo Táchira Fútbol Club | 17    |
| 2.º | Pablo Olivera   | Carabobo Futbol Club          | 17    |
| 4.º | Zamir Valoyes   | Mineros de Guayana            | 16    |
| 5.º | Freddys Arrieta | Trujillanos Fútbol Club       | 13    |

### Auto Goles
| Jugador           | Equipo                                  | Equipo Rival                            |
| ----------------- | --------------------------------------- | --------------------------------------- |
| Luis Rojas        | Trujillanos Fútbol Club                 | Caracas Fútbol Club                     |
| Pedro Cordero     | Zulia Fútbol Club                       | Club Deportivo Mineros de Guayana       |
| Rodolfo Bracho    | Zulia Fútbol Club                       | Aragua Fútbol Club                      |
| Ramón Sánchez     | Fundación Atlético El Vigía Fútbol Club | Yaracuyanos Fútbol Club                 |
| Alveiro Aisland   | Yaracuyanos Fútbol Club                 | Fundación Atlético El Vigía Fútbol Club |
| Miguel Mea Vitali | Deportivo Lara                          | Zulia Fútbol Club                       |

- Actualizado el 17 de marzo de 2014